# سوزوکازه مایو
مایو سوزوکازه (انگلیسی: Mayo Suzukaze؛ زادهٔ ۱۱ سپتامبر ۱۹۶۰) یک موسیقی‌دان اهل ژاپن است.